# Rạch Bé
Rạch Bé (tên khác: Suối Phê, Suối Ba, Suối Pa Pếch) là một con suối đổ ra Suối Rạc. Sông có chiều dài 47 km và diện tích lưu vực là 119 km². Rạch Bé chảy qua các tỉnh Bình Phước, Bình Dương.